# منجبي ذهبي البطن
منجبي ذهبي البطن (الاسم العلمي: Cercocebus chrysogaster) (بالإنجليزية: Golden-bellied mangabey)‏ هو نوع من الحيوانات يتبع جنس السعدان المنجبي أبيض الحواجب من فصيلة سعادين العالم القديم.